# جیمز کابرن
جیمز کابرن (به انگلیسی: James Coburn) (زاده ۳۱ اوت ۱۹۲۸ - مرگ ۸ نوامبر ۲۰۰۲) بازیگر آمریکایی

## زندگی
جیمز کابرن صاحب جایزه اسکار است که در نبراسکا زاده شده‌است. شهرت او به دلیل چشمان بی نظیرش است. وی یکی از دوستان بازیگر و دانشجوی هنرهای رزمی بروس لی بود و از او هنر رزمی جیت کان دو را فرا گرفت. کابرن یکی از افرادی بود که تابوت بروس را حمل کرد.
کابرن بیشتر نقش‌های وسترن می‌پذیرفت.

## بخشی از فیلم‌شناسی
- باد سخت در جامائیکا (۱۹۶۵)
- عزیز (۱۹۶۵)
- فرار بزرگ (۱۹۶۳)
- هفت دلاور (۱۹۶۳)
- آبگیر شماره ۳ (۱۹۶۷)
- به خاطر یک مشت دینامیت (سرتو بدزد احمق) (۱۹۷۱)
- آخرین شیلا (۱۹۷۳)
- خم به ابرو نیاور (۱۹۷۵)
- آخرین مردان سرسخت (۱۹۷۶)
- صلیب آهنین (۱۹۷۷)
- پروفسور دیوانه
- بازپرداخت (۱۹۹۹)
- کارخانه هیولاها
- سقوط مرگبار (۱۹۹۳)
- کلیدهای تولسا
- اسلحه‌های جوان ۲
- مردی از مزرعه‌های بهشتی
- زوج‌های عاشق
- مجاورت (۲۰۰۰)
- رنجرهای تگزاس (۲۰۰۱)